# Original Sin (Volkswirtschaftslehre)
Als Original Sin (englisch Erbsünde) bezeichnet man in der Volkswirtschaftslehre eine Situation, in der sich ein Land am Kapitalmarkt nicht in eigener Währung verschulden kann und daher Kredite in Fremdwährung aufnehmen muss. Eine solche Situation tritt dann ein, wenn die Marktteilnehmer dem Land bzw. seiner Währung kein ausreichendes Vertrauen entgegenbringen. Original Sin ist insbesondere ein Problem von Schwellen- und Entwicklungsländern und verursacht für die betroffenen Länder u. U. enorme Kosten.

## Auslöser
Die metaphorische Bezeichnung „Erbsünde“ weist darauf hin, dass Original Sin offensichtlich weit zurückliegende Auslöser hat.
Die Kapitalmarkttheorie erklärt Angebot und Nachfrage nach Wertpapieren über den Preis – in diesem Fall also den Zins. Die Situation, dass ein potenzieller Schuldner am Markt keinen potenziellen Gläubiger findet, erklärt sich demzufolge über den zu unattraktiven Zins. Daraus kann geschlossen werden, dass jeder Kapitalnehmer ab einem bestimmten (u. U. sehr hohen) Zins auch einen Kapitalgeber findet, der bereit ist, mit ihm ins Geschäft zu kommen.
Für Länder, die vom Phänomen des Original Sin betroffen sind, stellt sich genau diese Problematik: Sie finden zu erträglichen Zinsen in eigener Währung keinen Kreditgeber. Dies erklärt sich dadurch, dass der angebotene Zins offensichtlich keine ausreichende Risikoprämie im Sinne einer Absicherung gegen drohende Ausfälle darstellt (namentlich zwei Risiken: Zinsen werden nicht in voller Höhe pünktlich bezahlt und der Kredit selber wird nicht in voller Höhe pünktlich zurückgezahlt).
Eine ‚Original Sin‘ basiert demnach implizit auf einer Situation mit relativ hohem Risiko.
Die Quellen dieses Risikos können zweierlei sein:
- das Länderrisiko: Den potenziellen Kapitalgebern erscheint der Kapitalnehmer selbst nicht vertrauenswürdig genug.
- das Währungsrisiko: Die potenziellen Kapitalgeber haben Angst vor einer möglichen Abwertung der Währung, in der die Kredite denominiert sind. Eine Abwertung der Währung während des Anlagezeitraums hätte einen direkten Wertverlust für den Kapitalgeber zur Folge.

Der Fall eines zu hohen Länderrisikos alleine ist für eine Original Sin nicht von Bedeutung, da das Länderrisiko ja gleichermaßen Einfluss auf eine Verschuldung in Inlands- wie in Auslandswährung hat. Für die Original Sin ist hingegen das Währungsrisiko von sehr viel größerer Bedeutung, da ein Land, dessen Währung einem hohen Abwertungsrisiko unterliegt, zwar kaum Kredite in eigener Währung wird aufnehmen können, sich hingegen in einer ausländischen Leitwährung vergleichsweise problemlos wird verschulden können.

## Auswirkungen
Original Sin stellt insbesondere kapitalarme Entwicklungsländer vor enorme Probleme. Viele dieser Länder benötigen dringend ausländische Kapitalzuflüsse, um die zur wirtschaftlichen Entwicklung notwendigen Investitionen tätigen zu können. Die dafür notwendigen Kredite können sie aufgrund der Original Sin jedoch nur in ausländischer Währung (US-Dollar, Euro, …) aufnehmen. Zwar zahlen sie dafür weit niedrigere Zinsen als für eine Verschuldung in Inlandswährung, allerdings geht infolgedessen auch das Währungsrisiko auf sie über: Sollte es im Verlauf des Kreditgeschäfts zu einer Abwertung der Währung des sich verschuldenden Landes kommen, so wächst der zurückzuzahlende Betrag in inländischer Währung gerechnet an – die Schulden des Landes steigen also.
Dies ist für die betroffenen Länder insofern sehr problematisch, als eine solche Situation stark prozyklisch wirkt: Bereits eine kleine ursächliche Abwertung kann zu einer merklichen Erhöhung der Staatsschulden (und somit aufgrund des Vertrauensverlustes zu einer weiteren Abwertung und damit einer weiteren Erhöhung der Staatsschulden) führen. Am Ende dieses Prozesses steht nicht selten ein Staatsbankrott, welcher aufgrund der Original Sin also durch einen vergleichsweise kleinen Impuls ausgelöst werden kann.
Folglich bringt eine Original Sin also nicht nur die Unfähigkeit zur Verschuldung in inländischer Währung mit sich, sondern auch Risiken einer Staatsverschuldung in ausländischen Währungen. Das hohe Währungsrisiko erschwert dem Land also den Zugang zu ausländischem Kapital und erschwert es diesem Land, ein Wirtschaftswachstum zu erzielen.

## Maßnahmen gegen Original Sin
Aufgrund seiner enormen wirtschaftlichen Folgen wird die Original Sin von Entwicklungs- und Schwellenländern gefürchtet. Wissenschaftler (vor allem VWLer) nennen eine Reihe von Maßnahmen:
1. Da Original Sin fast immer von einer hohen bereits bestehenden Staatsverschuldung (mit-)ausgelöst wird, stellt ein Verzicht auf eine umfassende staatliche Verschuldung im doppelten Sinne einen Weg aus der Original-Sin-Problematik dar: Ein Land ohne hohe Staatsverschuldung leidet erstens nicht unter Original Sin und kann zweitens auch nicht von einer Aufwertung seiner Auslandsschulden betroffen sein. Allerdings beinhaltet dieser Lösungsvorschlag den impliziten Verzicht des Staates auf ausländisches Kapital und ist somit nur bedingt tragfähig.
2. Als zweiter Weg aus der Original-Sin-Falle wird von Ökonomen vermehrt eine große staatliche Transparenz auf Seiten des Kreditnehmers gefordert. Begründet wird dies damit, dass ja gerade Intransparenz, Unsicherheit und Risiko von Seiten der Kapitalgeber mit hohen Zinsen (und folglich dem Original Sin) beantwortet wird. In einer höheren Transparenz ist jedoch eher ein langfristiger Weg zur Vermeidung des Problems zu sehen denn ein kurzfristiger Lösungsansatz. Zudem kann sich, z. B. nach Wahlen oder einem Staatsstreich, die Politik eines Landes drastisch ändern.
3. Eine dritte, von Entwicklungsländern oft angewandte Strategie zur Umgehung der Original Sin ist die Wechselkursfixierung. Gelingt es einem Land auf glaubwürdige Art und Weise (z. B. über ein Currency Board), seine Währung an eine ausländische Ankerwährung zu binden, so kann der Kreditgeber zu dem Fazit kommen, dass das Währungsrisiko für ihn deutlich gesunken ist. Nicht zuletzt aus diesem Grund wird Entwicklungsländern ein massives Fear of Floating (eine Furcht vor Wechselkursschwankungen) attestiert. Allerdings können fixierte Wechselkurse andere ökonomische Probleme mit sich bringen.